# Pipturus oreophilus
Pipturus oreophilus är en nässelväxtart som beskrevs av Florence. Pipturus oreophilus ingår i släktet Pipturus och familjen nässelväxter. Inga underarter finns listade i Catalogue of Life.